# Johan Nielssen

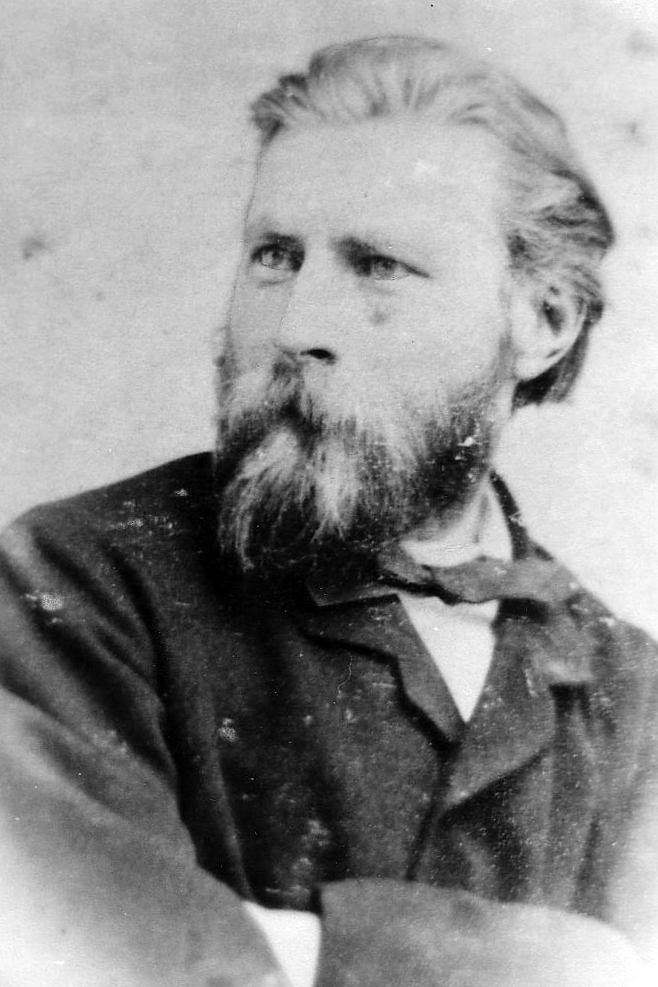
Johan Nielssen, Foto

Johan Martin Nielssen, auch Johann Martin Nielssen oder Johan Nielsen (* 29. August 1835 in Kristiansand, Sørlandet, Norwegen; † 11. Januar 1912 ebenda), war ein norwegischer Landschafts-, Marine- und Genremaler der Düsseldorfer Schule.

## Leben
Nielssen, Sohn des Kaufmanns Hans Nielssen und dessen Ehefrau Johanne Gurine Svendsen, wuchs in einem vermögenden Haushalt in Kristiansand auf. Er erhielt zunächst eine landwirtschaftliche Ausbildung. 1858 besuchte er die Zeichenschule von Christiania, dort danach die Malerschule von Johan Fredrik Eckersberg. Anschließend ging er nach Düsseldorf, wo er 1861 Privatunterricht bei dem Landschaftsmaler und Landsmann Hans Fredrik Gude nahm. Diesem folgte er 1864 nach Karlsruhe. Später setzte er seine Ausbildung in München fort.

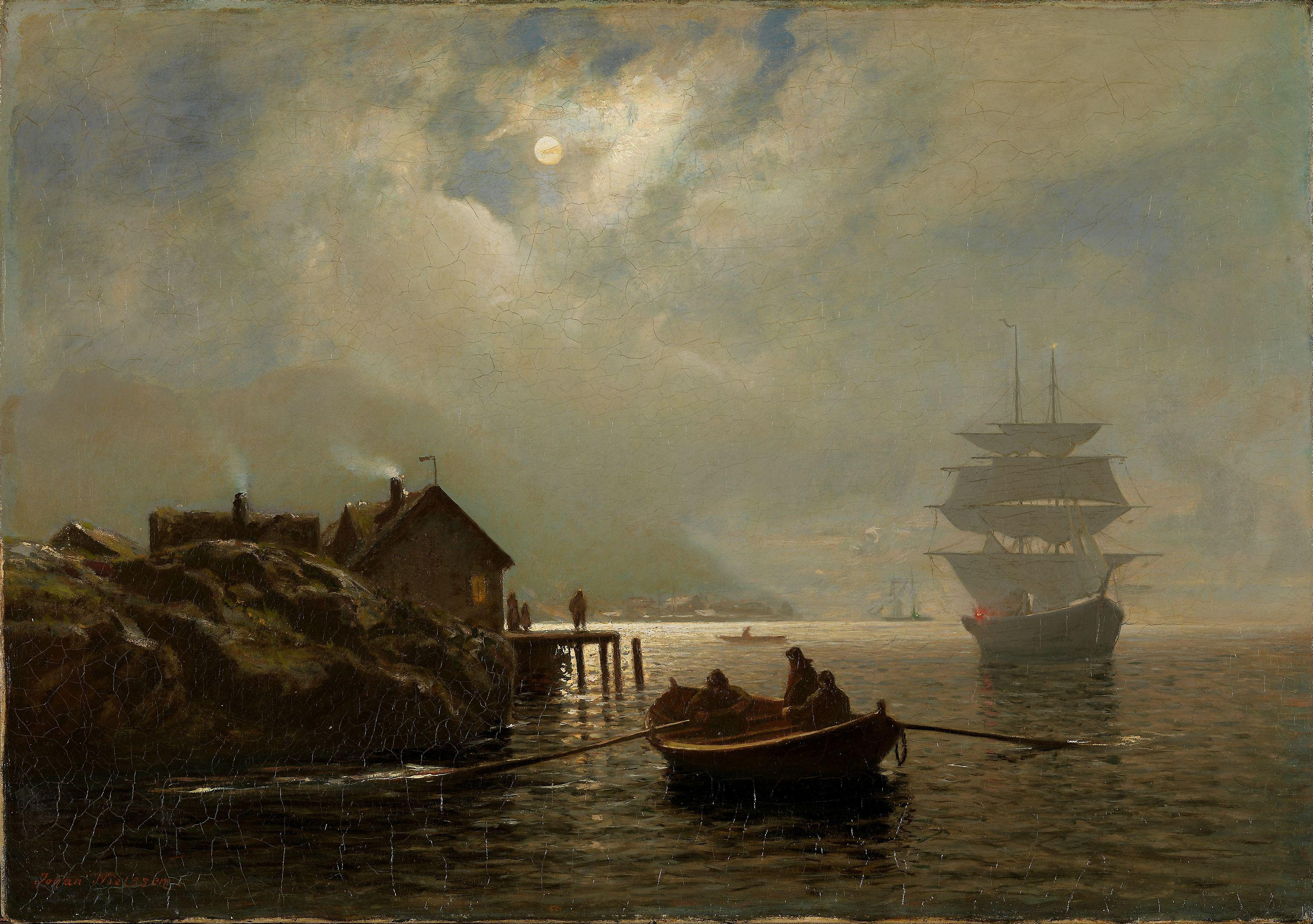
Mondlicht, Nationalmuseum Oslo

Seine Malerei war zunächst spätromantisch geprägt, wich in späteren Jahren aber einem realistischeren und nüchterneren Stil. 1870 unternahm er eine Studienreise auf die Lofoten. Die Landschaftsgemälde, die er dort schuf, gehören zu den frühesten Darstellungen dieser Inseln. Gleiches gilt für Bilder, die er von der Küste von Vest-Agder malte.

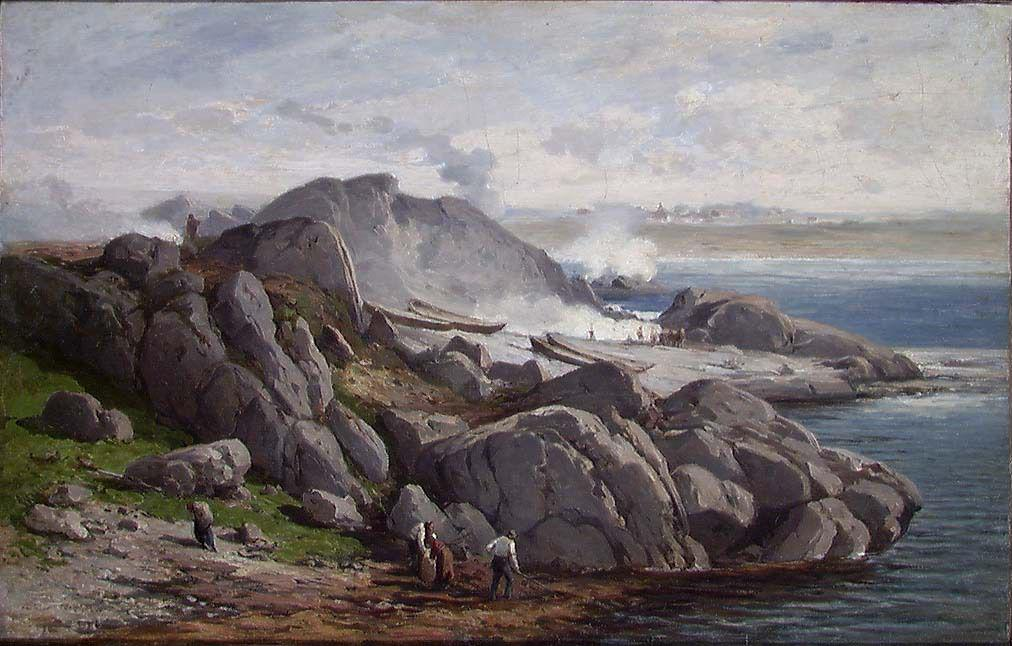
Verbrennen von Seetang, 1880, Nationalmuseum Oslo

1873 heiratete er die österreichische Tiermalerin Clementine Lederer aus Wien, die Tochter des Wiener Arztes Thomas Lederer (1789–1874) und Schwester des Wiener Vizebürgermeisters Moritz Lederer (1832–1921). Das Paar bereiste Österreich und Italien, bekam Kinder und lebte in Wien sowie in Deutschland, Anfang der 1880er Jahre zeitweise in Norwegen, ehe sich Nielssen 1884/1885 von seiner Familie für immer trennte, um fortan in Kristiansand zu leben. Einige Winter verbrachte er zusammen mit Frederik Collett in Lillehammer.
Der Schriftsteller Henrik Ibsen, der das Ehepaar Nielssen am Heiligabend 1879 in Wien besuchte und Clementine Nielssen eine Ausgabe seines Werks Nora oder Ein Puppenheim mit persönlicher Widmung überreichte, soll in dem Schauspiel Die Frau vom Meer nach ihr die Figur der Ellida Wangel entwickelt haben. Nach Nielssen selbst gestaltete der Schriftsteller Knut Hamsun in dem Roman Mysterien die Figur des Sonderlings Johan Nilsen Nagel.
Seine Motive fand Nielssen vorrangig in Kristiansand, Svinør, Spangereid und Kirkehamn sowie auf Studienreisen am Sognefjord, Hardangerfjord, nach Stord und Karmøy. Hinter Gude war Nielssen der erfolgreichste Maler, der seinerzeit im Kunstverein von Christiania ausstellte. Seine Gemälde fanden Eingang in die Sammlungen des Nationalmuseums Oslo, des Nordnorsk Kunstmuseum in Tromsø und des Kunstmuseums Sørlandet in Kristiansand.